# Creatures of the Dark Realm
Creatures of the Dark Realm är det svenska power metal-bandet Bloodbounds nionde studioalbum. Det släpptes i maj 2021 på AFM Records. Skivan släpptes även i Japan, samt i limiterad utgåva och på vinyl.
Tre singlar föregick albumsläppet. En musikvideo spelades in till titelspåret och en textvideo till "When Fate Is Calling".

## Låtlista
1. "The Creatures Preludium" (instrumental) – 0:34
2. "Creatures of the Dark Realm" – 4:09
3. "When Fate Is Calling" – 4:17
4. "Ever Burning Flame" – 4:01
5. "Eyes Come Alive" – 3:39
6. "Death Will Lead the Way" – 3:53
7. "Gathering of Souls" – 4:15
8. "Kill or Be Killed" – 3:51
9. "The Gargoyles Gate" – 4:23
10. "March into War" – 4:48
11. "Face of Evil" – 3:32
12. "The Wicked and the Weak" – 3:53

Bonusspår på japanska utgåvan
1. "War of Dragons" (live)
2. "Stand and Fight" (live)

## Medverkande
Musiker
- Patrik Selleby – sång
- Tomas Olsson – gitarr
- Henrik Olsson – gitarr
- Anders Broman – basgitarr
- Fredrik Bergh – keyboard, sång
- Daniel Hansfeldt – trummor

Bidragande musiker
- David Åkesson – bakgrundssång
- Andreas Johansson – bakgrundssång

Produktion
- Bloodbound – producent
- Patrik Selleby – inspelningstekniker
- Tomas Olsson – inspelningstekniker
- Fredrik Bergh – programmering, inspelningstekniker
- Joakim Hellsten – inspelningstekniker
- Jon Hagström – inspelningstekniker
- David Åkesson – inspelningstekniker
- Jonas Kjellgren – mixning, mastering
- Hiko Kramer – layout
- Péter Sallai – omslagskonst
- Georgios Grigoriadis – foto

## Inspelningsinformation
Inspelningsstudior:
- Bloodbound Studios, Bollnäs
- Studio 315, Bollnäs
- Power J Studios, Finspång
- Storybend Studios, Bollnäs
- Pigsty Studios, Sölvesborg

Mixad och mastrad i Black Lounge Studios, Grangärde.